# 榎本新作
榎本 新作（えのもと しんさく、1998年〈平成10年〉4月10日 - ）は、日本のプロバスケットボール選手。沖縄県出身。ポジションはポイントガード兼シューティングガード。B.LEAGUE・名古屋ダイヤモンドドルフィンズ所属。米国名及び登録名はアイザイア・マーフィー（Isaiah Murphy）。

## 経歴
沖縄県でアメリカ人の父と日本人の母の元に生まれる。3歳でアメリカのアンカレッジへ引っ越した後、日本へ戻り青森県三沢市で6年間過ごす。高校2年生の時にアリゾナ州のシエネガ高校へ転校し、卒業後は同州のピマ・コミュニティカレッジへ進学。2017年4月にU19日本代表へ初選出され、同年7月に開催されたFIBA U19バスケットボールワールドカップ2017に出場した。
2020年6月に広島ドラゴンフライズと契約した。
2021年アジアカップ予選に出場する日本代表候補に選出される。
2024年6月25日、名古屋ダイヤモンドドルフィンズへ移籍した。

## 日本代表歴
FIBAワールドカップ2023アジア予選Window2のチャイニーズ・タイペイ戦で初出場。

## プレースタイル
独特のリズムを持つドライブや、ウイングスパンを生かしたクロスオーバーで攻める攻撃的なガード。